# 1922-es norvég labdarúgókupa
A 1922-es norvég labdarúgókupa a Norvég labdarúgókupa 21. szezonja volt. A címvédő a Frigg Oslo csapata volt. A kupában minden olyan csapat részt vehetett, amely tagja a Norvég labdarúgó-szövetségnek. A tornát az Odd nyerte meg, a kupa történetében nyolcadjára.

## Második kör
| 1. csapat       | Eredmény   | 2. csapat     |
| --------------- | ---------- | ------------- |
| Brage           | 8–0        | Tynset        |
| Brodd           | —          | Flekkefjord   |
| Djerv           | 1–4        | Stavanger     |
| Donn            | 4–3        | Start         |
| Drafn           | 9–1        | Kongsvinger   |
| Falk            | 0–2        | Frigg Oslo    |
| Fredrikstad     | 4–0        | Vålerengen    |
| Kvik            | 7–0        | Rendalen      |
| Larvik Turn     | 7–1        | Hamar         |
| Lillestrøm      | 6–2        | Fremad        |
| Lyn             | 7–1        | Drammen       |
| Moss            | 2–0        | Eidsvold      |
| Ready           | 5–1        | Urædd         |
| Rollon          | 3–0        | Braatt        |
| Sarpsborg       | 3–0        | Bryn          |
| Skiold          | 1–3        | Mercantile    |
| Smart           | 2–5        | Aalesund      |
| Storm           | 1–0        | Kjapp         |
| Strømsgodset    | 3–2 (h.u.) | Tønsberg Turn |
| Tryggkameratene | 5–2        | Rapp          |
| Viking          | 1–8        | Brann         |

A Brodd, a Fram Larvik, a Freidig, a Lyn (Gjøvik), az Odd, a Skotfos, a Trygg és az Ørn Horten csapata mérkőzés nélkül továbbjutott.

## Harmadik kör
| 1. csapat    | Eredmény   | 2. csapat       |
| ------------ | ---------- | --------------- |
| Aalesund     | 5–1        | Rollon          |
| Brage        | 0–2        | Kvik            |
| Stavanger    | 5–1        | Brodd           |
| Donn         | 0–2        | Larvik Turn     |
| Drafn        | 1–0        | Storm           |
| Fram Larvik  | 0–2        | Sarpsborg       |
| Fredrikstad  | 8–1        | Lillestrøm      |
| Lyn (Gjøvik) | 5–3        | Freidig         |
| Trygg        | 2–9        | Kvik Halden     |
| Moss         | 2–0        | Skotfos         |
| Odd          | 4–3        | Ready           |
| Strømsgodset | 2–3 (h.u.) | Ørn Horten      |
| Kvik         | 7–0        | Tryggkameratene |

A Brann, a Frigg Oslo, a Lyn és a Mercantile csapata mérkőzés nélkül továbbjutott.

## Negyedik kör
| 1. csapat   | Eredmény | 2. csapat    |
| ----------- | -------- | ------------ |
| Aalesund    | 0–3      | Drafn        |
| Larvik Turn | 3–1      | Brann        |
| Kvik        | 3–1      | Fredrikstad  |
| Frigg Oslo  | 0–3      | Moss         |
| Stavanger   | 1–4      | Kvik Halden  |
| Ørn Horten  | 3–0      | Lyn (Gjøvik) |
| Sarpsborg   | 2–1      | Lyn          |
| Mercantile  | 1–4      | Odd          |

## Negyeddöntők
| 1. csapat  | Eredmény | 2. csapat   |
| ---------- | -------- | ----------- |
| Ørn Horten | 4–2      | Drafn       |
| Kvik       | 3–5      | Kvik Halden |
| Odd        | 2–1      | Larvik Turn |
| Sarpsborg  | 0–1      | Moss        |

## Elődöntők
| 1. csapat  | Eredmény | 2. csapat   |
| ---------- | -------- | ----------- |
| Moss       | 0–1      | Kvik Halden |
| Ørn Horten | 1–2      | Odd         |

## Döntő
| 1922. október 15. |

| Odd                                                            | 5–1 | Kvik Halden |
| -------------------------------------------------------------- | --- | ----------- |
| Eek 5' Ulrichsen 20' Haakonsenn 48' Gundersen 80' Svendsen 81' |     | Nielsen 85' |

| Brann Stadion, Bergen Nézőszám: 8 000 Játékvezető: Thorvald E. Johnsen (Trygg) |